# 594 Mireille
Az 594 Mireille egy a Naprendszer kisbolygói közül, amit Max Wolf fedezett fel 1906. március 27-én.